# NGC 6418
NGC 6418 é uma galáxia espiral (S?) localizada na direcção da constelação de Draco. Possui uma declinação de +58° 42' 55" e uma ascensão recta de 17 horas, 38 minutos e 09,4 segundos.
A galáxia NGC 6418 foi descoberta em 4 de Maio de 1885 por Edward D. Swift.